# Instrução (informática)
Em ciência da computação, uma instrução é uma operação única executada por um processador e definida por um conjunto de instruções. Num sentido amplo, uma "instrução" pode ser qualquer representação de um elemento num programa executável, tal como um bytecode.
Em arquiteturas tradicionais, uma instrução inclui um opcode especificando a operação a ser realizada, tal como "some o conteúdo da memória ao registrador", e zero ou mais especificadores de operando, que podem especificar registradores, endereços de memória ou dados literais. Os especificadores de operando podem ter modos de endereçamento determinando seus significados ou podem ter um uso fixo.
Em arquiteturas VLIW, as quais incluem muitas arquiteturas de microcódigo, operações simultâneas múltiplas e operandos são especificadas numa única instrução.
O tamanho ou comprimento duma instrução varia amplamente, desde quatro bits em alguns microcontroladores a muitas centenas de bits em alguns sistemas VLIW. A maioria dos processadores modernos usados em computadores pessoais, mainframes e supercomputadores possuem instruções com tamanhos entre 16 e 64 bits. Em algumas arquiteturas, principalmente na maioria dos RISCs, instruções possuem um tamanho fixo, correspondendo tipicamente a do tamanho da palavra nesta arquitetura. Em outras arquiteturas, instruções possuem comprimento variável, tipicamente múltiplos integrais de um byte ou duma halfword.
As instruções que constituem um programa raramente são especificadas usando sua forma numérica interna; podem ser especificadas por programadores usando assembler ou, mais comumente, podem ser geradas por compiladores.